# 吉米·希尔
詹姆斯·威廉·托马斯·“吉米”·希尔（英語：James William Thomas "Jimmy" Hill，1928年7月22日—2015年12月19日），大英帝国勋章获得者，英国足球名人。职业生涯几乎包括体育界的每个角色，包括球员、工会主席、教练、领队、董事、主席、电视台行政人员、主持人、分析师和助理裁判。1949年，他在布伦特福德开启其球员生涯，三年后转会到富勒姆。身为职业足球运动员协会主席，1961年他成功争取废止联赛最高工资制度。退役后，他接任考文垂领队一职，期间现代化改造球队形象，并引领球队从丙组联赛晋级到甲组联赛。1967年，他开始担任足球解说，1973年到1998年间主持BBC节目《今日比赛》。

## 早年
生于巴勒汉姆，希尔是一战退役军人、送奶工兼面包送货工爱丽丝·比阿特丽斯·希尔（Alice Beatrice Hill，姓怀亚特）的儿子。1939年到1945年就读于克拉珀姆亨利·桑顿文法学院（Henry Thornton Grammar School, Clapham），之后担任该校校友会主席。服兵役期间在皇家陆军服务团担任文秘，获颁下士军衔，被认为是军官培训的潜在候选人。

## 职业生涯

### 球员
最初希尔以球迷身份进入球坛，他经常去看当地水晶宫俱乐部的比赛，尽管如此，他到了1949年才在布伦特福德开启球迷生涯，在1952年3月转会到富勒姆之前共出场87次，并为富勒姆打了300场比赛，贡献52个进球。他在1958年客场对阵唐卡斯特的比赛中创下了单场打进五球的俱乐部纪录，而那场比赛是球队甲组联赛晋级赛之一。
1957年，希尔出任职业运动员协会主席，为撤销联赛20欧元的最高工资限制斗争，最终于1961年1月成功，当时他的富勒姆队友约翰尼·海恩斯成为首位每周薪金100欧元的球迷。

### 足球经理
1961年11月，33岁退役后，希尔出任考文垂领队。他执掌考文垂的时期以彻底改变俱乐部而著称，别名“天空蓝革命”（The Sky Blue Revolution）。他将主场队服的颜色改成天空蓝，并印上绰号“天空蓝”（The Sky Blues）。
他还创作队歌《天空蓝之歌》，用了《伊顿船歌》的调子。其他创新包括首次在英格兰足坛设立全面的比赛节目，组织赛前娱乐节目鼓励球迷提前到场。他与董事长D·H·罗宾斯（D.H.Robbins）的合作关系也推动高地路体育场的重建，球场还建了两座看台。
赢得1963-64赛季的丙组联赛冠军、1966-67赛季乙组联赛冠军后，希尔在俱乐部首次进入顶级联赛的1967-68赛季开始前不久告退。

### 转播员
1967年离开考文垂后，希尔转入转播界，担任BBC足球题材连续剧《United!》的技术顾问。该节目之后从1968年到1972年成为伦敦周末电视（LWT）的王牌体育节目。他还参与该台1970年世界杯的转播，在他的提议下，足球专家解说组首次亮相。
短暂担任LWT的节目副总监后，他加入BBC主持《今日比赛》。希尔在节目中累计出场600次，成了电视界的标志人物，他的长下巴和与众不同的胡须一眼可以认出，还经常被讽刺。1966年到1998年，他以主持人或分析师身份参与了每一场重大国际锦标赛的转播工作。1989年，他在为《每日比赛》转播比赛时，目睹了希尔斯堡惨剧。
1999年，希尔转战天空体育台，与三名足球记者主持每周早餐档讨论节目《吉米·希尔周日特供》（Jimmy Hill's Sunday Supplement）。2007年，希尔被同事布莱恩·沃尔诺格（Brian Woolnough）接替后，节目改名《周日特供》。
2004年，希尔为同行罗恩·阿特金森在中东转播赛事时的种族歧视言论辩护。被问到是否认为阿特金森应该就言论辞职时，希尔表示“这是足球场上的语言”。他接着说：“在那种情况下，你不会觉得黑鬼之类的词特别无礼：这很有趣。没有侮辱任何黑人的意味，这只不过是我们在找乐子而已......我是想说，黑鬼指的是黑人——所以我们叫他们黑鬼是在开玩笑，因为他们是黑人。为什么要把那搞成比有人叫我突下巴还严重的罪名？”他的评论被时任足坛反歧视机构踢走歧视组织的主管形容为“令人难以置信”。他接着说：“吉米·希尔的言论比罗恩·阿特金森的更具侵犯性。”

### 管理层
尽管在1967年卸任领队，希尔于1975年4月回归考文垂担任常务领队，之后晋升为主席。2005年考文垂在高地路球场的最后一场比赛上，赛后座无虚席的观众给予希尔英雄般的致敬，希尔带领观众令人振奋地齐唱队歌。2007年，球迷投得新落成的理光运动场的一家酒吧，将其命名为“Jimmy's”以纪念吉米。凭借担任查尔顿竞技董事长时的魅力，希尔于1987年回归富勒姆担任董事长，期间他力阻俱乐部与女王公园巡游者合并。

### 假球指控
身为主席，在1976-77赛季主场对阵布里斯托尔城的关键保级战中，希尔被告知由于球迷仍然被繁忙的交通困在外面，延迟10分钟开球。而保级对手桑德兰客场对战埃弗顿的比赛准时开球。桑德兰最终以0-2输掉比赛，其得分在记分牌上一闪而过。赛后桑德兰球迷指控希尔指使其球员在比赛最后10分钟在其队半场里将球传来传去，从而免去考文垂打保级战的代价（考文垂与布里斯托城的比赛打出2-2，结果要么是点球或另外一只球队熬夜对阵桑德兰，要么是两队中的其中一队降级）。后来联赛管理层进行质询，但当时在联赛当高管的希尔在质询未站到另一方。考文垂要求不要再干涉结果。

## 私生活
希尔结过三次婚，与第一任妻子格洛丽亚（Gloria）育有三个孩子，跟第二任希瑟（Heather）生了两个。1998年他出版自传《吉米·希尔的故事》（The Jimmy Hill Story）。1963年他撰写了《足球宝典》（Striking for Soccer），于1970年写了足球教练书《顶级秘籍》（Tips from the Top）。2013年9月，据透露希尔于2008年患上老年痴呆症。其第二任妻子跟她的孩子表示他们没有义务照顾他，因为他于2005年跟其第三任妻子、律师布莱妮（Bryony）签署授权委托书。2015年布莱妮·希尔出版了一本回忆录《我的绅士吉米》（My Gentleman Jim），详细介绍了她的丈夫的病情。2015年12月19日，希尔离世，享年87岁。
希尔是非联赛球队科林蒂安-休闲的主席。希尔住在西萨塞克斯郡赫斯彼朋特。

## 雕像

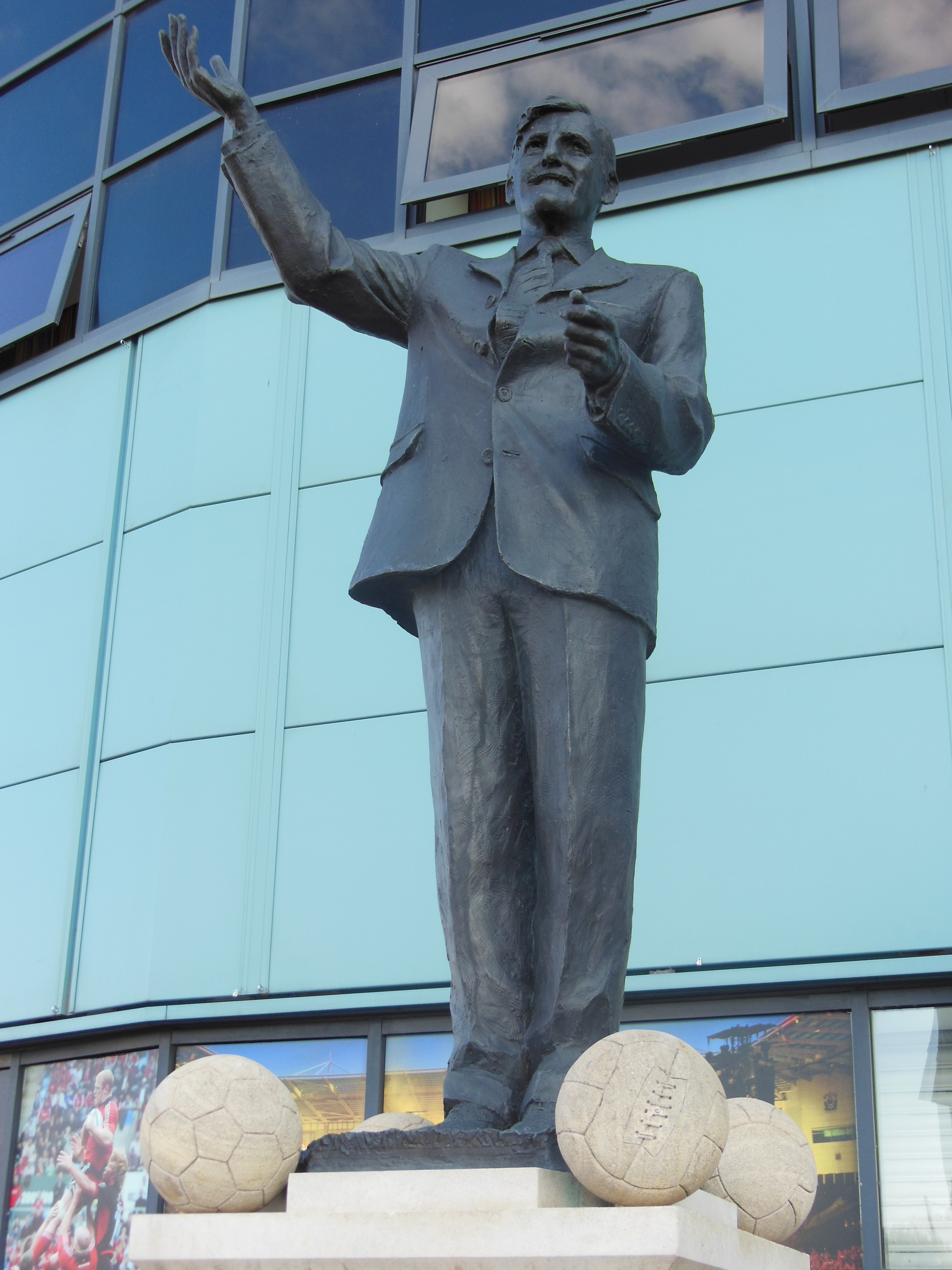
理光运动场外的希尔雕像

雕塑家尼古拉斯·丁布尔比（Nicholas Dimbleby）受委托以15万欧元成本打造一尊希尔的雕像。雕像位于考文垂的理光运动场，2011年7月28日由希尔亲自揭幕。建造雕像的款项由公众捐款筹集。其他希尔六年掌管时期的前考文垂球员，包括鲍比·古尔德、约翰·西莱特和乔治·柯蒂斯亦出席揭幕典礼，他们都在20世纪80年代掌管过俱乐部。

## 遗产
希尔作为一名足球界全方位创新者而享有盛誉：他帮助废除最高工资规定，定制英国首个全座位体育场，取消媒体采访禁令，于1964年推出首款电子记分牌，首档彩色转播比赛日节目，并在1965年首次透过闭路电视在考文垂主场的四块大屏幕上实况转播比赛。他还于1981年帮助足球总会首创三分制制度，提出在1970年世界杯首次使用足球专家解说团队的想法。

## 公众形象
1972年9月16日，阿森纳主场迎战利物浦。当边裁丹尼斯·德维特（Dennis Drewitt）拉伤肌肉无法继续工作时，按照英足总的规则，比赛不能在缺少一名裁判和两名边裁的情况下完成，因此比赛存在被取消的危险。比赛日播音员透过广播询问是否有合资格的裁判能自愿担任边裁，于是在场观战的希尔穿上裁判服接任受伤的德维特。

## 荣誉履历
领队：
考文垂
- 丙组锦标赛：1963年-1964年[5]
- 乙组锦标赛：1966年-1967年[5]

## 领队统计数据
| 球队     | 地区     | 年份      | 纪录 | 纪录 | 纪录 | 纪录 | 纪录  |
| 球队     | 地区     | 年份      | 场数 | 胜   | 平   | 败   | 胜率  |
| -------- | -------- | --------- | ---- | ---- | ---- | ---- | ----- |
| 考文垂   | 英格兰   | 1961–1967 | 290  | 129  | 83   | 78   | 44.48 |
| 生涯总计 | 生涯总计 | 生涯总计  | 290  | 129  | 83   | 78   | 44.48 |

注：包括所有竞争性赛事（联赛和国内杯赛）和国际比赛（包括友谊赛），数据截至2015年4月11日。